# Heterocampa agapa
Heterocampa agapa är en fjärilsart som beskrevs av William Schaus 1928. Heterocampa agapa ingår i släktet Heterocampa och familjen tandspinnare. Inga underarter finns listade i Catalogue of Life.